# Hoamatgsang
Hoamatgsang (Heimatgesang) ist ein Lied in oberösterreichischer bzw. mittelbairischer Mundart. Am 29. November 1952 wurde es vom Landtag Oberösterreichs zur Landeshymne erklärt. 
Der Text wurde 1841 von Franz Stelzhamer geschrieben, die Weise (Melodie) 1884 von Hans Schnopfhagen am Hansberg verfasst.

## Text
| Originaltext von Franz Stelzhamer in obderenns'scher Mundart | Text bei der Veröffentlichung von Hans Schnopfhagens Musik |
| 's Haimátg'sang Haimátland, Haimátland! Han di so gern, Wie rá Kinderl sein Muedár, Á Hünderl sein'n Herrn. Duris Thal bin i gláffen, Áfn Höchel bin i g'lögn, Und dein Sunn had mi trickert, Wann mi g'nötzt had dein Rögn. Dein Hitz is nöt z' grimmi, Nöt z' graoß is dein Frost, Ünsá Traubben haißt: Hopfen, Ünsán Wein nennt má: Most. Und zun Bier und zun Most Schmöckt á kröftige Kost, Und dö wáchst olli Jahr, Mit dá Naoth hads kain Gfahr! Deine Bám, deine Staudná Sánd graoß worn mit mir, Und sö blüehn schen und tragn, Und sagn: Machs ázwie mir! Án schenern macht 's Bácherl, Láft ollweil thala, Awá 's Herzerl, wos auárinnt, 's Herzel láßts da. Und i und dö Bachquell Sán Vödern und Maihm: Treibts mi wodáwöll hi, Dö Gödánká zaign haim. Dáhaim is dáhaim, Wannst nöt furt mueßt, so bleib; Denn d' Haimát is ehntá Dá zweit' Muedáleib. | s'Hoamátgsang Hoamátland, Hoamátland! Han di so gern, Wir á Kinderl sein Muadá Á Hünderl sein'n Herrn. Duris1) Thal bin i gláffen,2) Áfn Höchel3) bin i glögn, Und dein Sunn hat mi trickát,4) Wann mi gnötzt5) hat dein Rögn. Dein Hitz is nöt z' grimmi, Nöt z' graoß is dein Frost, Insá Traubben6) hoaßt: Hopfen, Insán Wein nennt má: Most. Und zun Bier und zun Most Schmöckt á kräftige Kost, Und dö wáchst alle Jahr, Mit dá Naoth hats koan Gfahr! Deine Bám, deine Staudná7) Sánd graoß worn mit mir, Und sö blüahn schen und tragn, Und sagn: Machs ázwia8) mir! Án schenán9) machts Bácherl, Láft ollweil thala,10) Awá s'Herz, vo wo's auárinnt, s'Herz láßts da. Und i und dö Bachquell Sán Vödán und Moahm: Treibts mi wodáwöll umá, Mein Herz is dáhoam. Dáhoam is dáhoam, Wanns d'nöt furt muaßt, so bleib; Denn d'Hoamát is ehntá11) Dá zweit Muadáleib. |
| | 1) durch das. 2) gelaufen. 3) auf dem Hügel. 4) getrocknet. 5) durchnäßt (genäßt). 6) unsere Traube. 7) Sträucher (Stauden). 8) als wie. 9) am schönsten. 10) thalab. 11) ohnehin, ja doch. |

## Andere Textversion
Hochdeutsche Übersetzung des Textes:
Heimatland, Heimatland, dich habe ich so gern

wie ein Kindchen seine Mutter, ein Hündchen seinen Herrn,

wie ein Kindchen seine Mutter, ein Hündchen seinen Herrn.

Durchs Tal bin ich gelaufen, auf dem Hügel bin ich gelegen

Und deine Sonne hat mich getrocknet, nachdem mich dein Regen genetzt hatte.

Zu Hause ist zu Hause, wenn du nicht weg(gehen) musst, so bleibe,

Denn die Heimat ist eher der zweite Mutterleib.
Neben diesen drei Strophen existieren noch weitere fünf, die sich zwischen der zweiten und der hier dritten befinden. Diese werden aber meistens nicht gesungen, um das Lied kurz zu halten.